# Clemaxia
Clemaxia är ett släkte av tvåvingar. Clemaxia ingår i familjen Pyrgotidae.
Kladogram enligt Catalogue of Life:
| Clemaxia | \| \| Clemaxia adolfifriderici \| \| \| \| \| \| Clemaxia angustiangulata \| \| \| \| \| \| Clemaxia angusticornis \| \| \| \| \| \| Clemaxia angustipalpis \| \| \| \| \| \| Clemaxia flaviventris \| \| \| \| \| \| Clemaxia gracilis \| \| \| \| |
|          | \| \| Clemaxia adolfifriderici \| \| \| \| \| \| Clemaxia angustiangulata \| \| \| \| \| \| Clemaxia angusticornis \| \| \| \| \| \| Clemaxia angustipalpis \| \| \| \| \| \| Clemaxia flaviventris \| \| \| \| \| \| Clemaxia gracilis \| \| \| \| |
|          | Clemaxia adolfifriderici |
|          | |
|          | Clemaxia angustiangulata |
|          | |
|          | Clemaxia angusticornis |
|          | |
|          | Clemaxia angustipalpis |
|          | |
|          | Clemaxia flaviventris |
|          | |
|          | Clemaxia gracilis |
|          | |